# WASP-6
WASP-6  — жовтий карлик на Головній Послідовності спектрального класу G8 з видимою зоряною величиною в смузі V 12m, що розташована приблизно на відстані 1000 світлових років від Землі у напрямку сузір'я Водолія. Цю слабку зорю можна побачити в аматорський телескоп середнього розміру. Розміри та маса WASP-6 складають близько 80% від розмірів та маси нашого Сонця й вона є дещо холоднішою зорею з ефективною температурою близько 5500 °К.

## Планетарна система
У 2008р. виконавці проекту СуперWASP повідомили, що ця зоря має екзопланету WASP-6b, яку було виявлено за проходженням планети над видимим диском зорі. 
| Планета (по порядку віддалення від зорі) | Маса                  | Радіус                | Велика піввісь (а.о.) | Орбітальний період (діб)       | Нахил орбіти (°) | Ексцентриситет орбіти | Кіл-ть супутників |
| ---------------------------------------- | --------------------- | --------------------- | --------------------- | ------------------------------ | ---------------- | --------------------- | ----------------- |
| WASP-6b                                  | 0.503+0.019 −0.038 MJ | 1.224+0.051 −0.052 RJ | 0.0421+0.0008 −0.0013 | 3.3610060+0.0000022 −0.0000035 | ?                | 0.054+0.018 −0.015    | ?                 |

## Див.також
- WASP-5
- WASP-6b
- WASP-7
- СуперWASP
- Перелік екзопланет